# コミュニティ道路
コミュニティ道路とは、自動車の通行を主たる目的とはしない道路のことである。住宅地の道路整備手法の1つで、地域の道路はその地域に住む人々のものであるという考え方に基づいて、生活道路から車を締め出し、歩行者の安全性や快適性を考慮した道づくりを目的として発足した。類義の道路としては歩車共存道路がある。
道路上の空間は歩行者、自転車、低速の自動車などの交通のほか、近隣住民の交流や子供の遊びなどに用いられる。歩行者専用道路とは異なり、自動車の通行が完全に禁止されるわけではなく、自動車交通を抑制する交通静穏化のひとつである。
コミュニティ道路がまとまって整備された地区をコミュニティゾーンと呼ぶ。「コミュニティ道路」、「コミュニティゾーン」などの語は和製英語であり、英語では同様の概念をliving street、home zone（イギリス）、shared zone（オーストラリア）などと呼ぶ。

## 構造

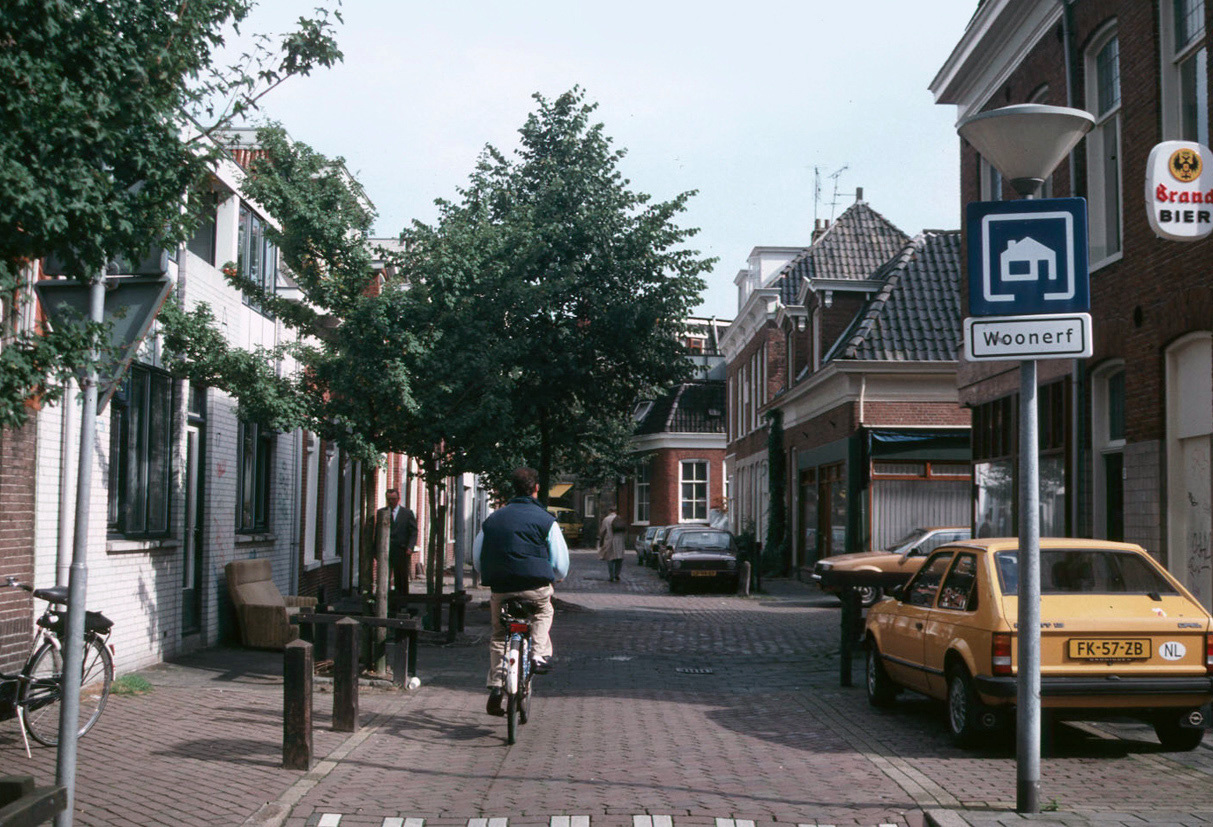
オランダのボンエルフ

コミュニティ道路では、歩行者が安心して通行できる空間を確保するために歩行スペースが大きく取られ、樹木を植えて環境にも配慮する。自動車の速度は道路上でのほかの活動を妨げない程度（歩行者の速度程度）に抑えられなければならない。そのために用いられる代表的な手法が、自動車が一直線に走れないようにするものである。具体的には車道の左右に交互に花壇、駐車スペースなどを設けて車道を蛇行（スラローム）させたり、不規則な曲り角（クランク）を設けたりする。このほか車道を部分的に極端に狭くする（狭窄）、道路を凸型に盛り上げる（ハンプ）といった手法も用いられる。路面の塗装による視覚的な効果も利用される。

## 歴史
コミュニティ道路の起源はオランダのボンエルフ（woonerf、「生活の庭」の意）である。生活道路に車が進入するのを防ぐため、住民たちが花壇や敷石を置いたのが始まりであり、1971年にデルフトで実用化された。1975年にはオランダ政府の政策として採用され、設計の基準が定められた。同様の政策はドイツ、北欧、イギリスなどにも広まった。

### 日本での施策

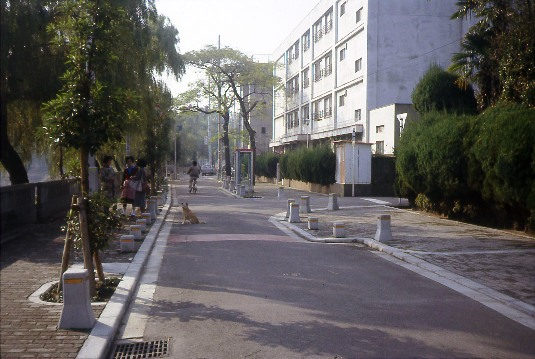
長池コミュニティ道路「ゆずり葉の道」

日本で最初のコミュニティ道路は、コミュニティ道路事業として1980年（昭和55年）に整備された大阪市阿倍野区長池町の幅員10mの市道「ゆずり葉の道」である。通行車両の通行速度を落とさせるため、道路にクランクを設けたり、路面に凹凸をつけられ、また歩車道の境界に樹木を植えたり障害物を置いて違法駐車を防ぐ処置がとられた。この道路の整備前は、対面通行で違法駐車が道路を埋めつくしていたが、整備後は通行車両が減ったうえ通行速度も遅くなり、違法駐車が激減するなど一定の成果が上がった。以後、長池町のコミュニティ道路を手本として全国各地で整備されている。

### 事例
- 沖縄県那覇市泉崎一丁目の泉崎7号(延長/306 m 幅員/13 m（平均）は、市の中心地域に位置し幹線道路を結び、市役所・小学校・県庁・県警などに面した本路線は、これら公共機関の利用者及び通過交通により交通量・不法駐車が多く、児童などの歩行者の安全を十分に確保できない状況にあったことで、一方通行にして道路の一部にカーブやイメージハンプを設け、車両交通を抑制する一方、歩道を拡幅し、一年中花や緑のある植栽に努め、照明灯を設置するなど人々が安全で快適に歩けるコミュニティ道路整備を行ったほか、沖縄独特のシーサーを車止めに用いて交通安全を願い、歩道舗装の色は南国的な赤を基調とした。樹種の選定も考慮し、地域の特色を生かせるように努めたため、住民や歩行者に親しみのある道路となっている[要出典]。

- 熊本県熊本市楠三丁目楠団地内の路線名/市道楠2丁目、楠3丁目第1号線(延長/323 m 幅員/8 m)楠コミュニティ道路は、市街地より北へ約7 kmの楠団地（世帯数2839戸、人口9413人) の中央部(東西へ走る道路で幅員8 m）に位置し付近に楠中学校・楠小学校・楠幼稚園と、銀行・郵便局・スーパーマーケットなどがある住宅地であるが、朝タの通勤車両の迂回路として利用され、交通事故も発生して、地元より歩道設置の要望もあったことから県下初のコミュニティ道路づくりに着手したもの[要出典]。道路は線形をジグザグとし速度規制20 km/hの一方通行で、10 m間隔に高木・低木を植栽し、車止め（ベンチ）や、電話ボックス、デザイン灯を設けた。歩道の一般部はインターロッキングブロック赤色系で車出入口は緑色に配色をかえ、車道部の交差点は黄色の樹脂系路面処理工で交差部が一目でわかるようになっている。
- 広島県広島市南区皆実町一丁目の路線名/市道3区135号線（延長/225 m 幅員/8m）は、芸術公園をめさす比治山公園の南に位置し、同地区を縦断する市道3区135号線は、広島市中心部を東西に横断する国道2号線に接続していて、付近には区役所・小学校・保育所・環境センターなど公共施設も多く、通学路として登下校に利用されており、国道から迂回する車両も多く交通安全上問題となっていた[要出典]。このため、安全で快適な道づくりをめざしコミュニティ道路として整備することとなった。歩道の拡幅と車道の蛇行化および、イメージハンプの設置などにより不法駐車、交通量も減少した[要出典]。また、居住環境も向上し、道とのふれあいの機会がふえて、コミュニケーションの場として住民に親しまれている[要出典]。
- 岐阜県大垣市東外側町一丁目の路線名/市道 東外側から木戸線（延長/160 m 幅員/11 m）の場合、東外側町は市の中心部に位置し、一級河川水門川が流れ、唯一の自然を感ずる所で、少し離れた上流には大垣市の別名「水都」をイメージづける噴水や滝の「水の広場」があることから、それを結ぶ川に沿った道路が貴重な都市空間として、市民生活に潤いと豊かさを持たせるための素晴晴らしい環境づくりの一環として、コミュニティ道路に整備された。歩行者優先の立場から、車道は一方通行で、蛇行曲線を入れ物理的にスピードを制限し、歩車道の段差をなくし、グリーンの舗装は目を楽しませる[要出典]。また、歩道は磁気タイル張に絵タイルが組み込まれ、側には多種多様な高・低木の植込みがあり季節を楽しませる。木影にはベンチが設けられ、点在する彫刻のモニュメント・青空市場・屋台などは、まさにコミュニティの場として市民から親しまれ、新しい名所ともなっている[要出典]。
- 宮城県加美郡中新田町字西田地内の路線名/町道町役場前線（延長/540 m 幅員/歩道2.5 - 4.5 m・車道6 m（2車線）は、役場・保育所・小学校・高等学校などが立地している公共ゾーンと、町民憩いの場である西田公園・あゆの里公園のアクセス道路でもある。こうしたことから歩行者の安全かつ快適性・景観・ゆとりと潤いのある空間の創作に努め、整備したものである[要出典]。こうしてコミュニティ道路は、自動車の走行速度を抑えるため車道にS字カーブ、プラスハンプ・マイナスハンプで高低差をつけるなどの工夫をし、構造として景観を考えた空間・照明・分離帯・車止め（パイプオルガンをデザイン化）などに地域特有の趣向をこらし、地域の人々にゆとりと潤いのある空間を提供する場として整備された。
- 秋田市中通一丁目の路線名/市道秋田駅 2丁目橋線愛称、ふれあい通り仲小替（延長/635.4 m 幅員/全幅8 m・車道3 - 4 m・歩道2 - 3 m）は、秋田駅前から市の中心部及び官庁街へ通ずる道路で、周辺は秋田市の中心的商業地であり、外周は幹線道路が通る地域である。モータリゼーションによる交通環境の悪化が著しくなっている裏通り的な道路であったが、近年の車優先の道路社会から歩行者が安全で快適に歩けるための環境整備とともに、現在失われつつある人間味あふれる地域社会のつながりが生まれるコミュニティ道路とするため、歩行者空間の拡大と個々の地域の特長や景観を考慮した街並み交通システムなどそれぞれの特性をいかした「歩・車共存の道路」を建設したもの。
- 千葉県四街道市四街道1532番地先の路線名/市道四街道・下志津新田線（延長/135 m 幅 員/12 - 13 m）の走る下志津新田地区周辺は四街道市のほぼ中心に位置し、大学・高校・小学校・公民館など公共施設が集中した住宅地域である。近年都市計画街路の整備により交通の流れが急変し、当路線についても著しく不法駐車が増えるようになった状況下において、通学路にも指定されている路線を歩行者優先道路として整備。その特色としては道路線形をジグザグにすることで通過車両の速度を抑え、カラフルなブロック歩道、種種の植栽やベンチなどを設けている。地域住民の快適な生活空間の確保および歩行者の安全確保など、これからの生活道路をイメージする模範的な道路として整備している[要出典]。
- 東京都新宿区西新宿一丁目の路線名/新宿区道11-330（延長/292 m 幅員/10 m、車道3.5 m・歩道2 - 4.5 m）の走る西新宿周辺は、商業・業務系のビルが混在しており、通過交通の排除などによる快適な歩行者空間の形成や超高層ビル群との調和などが求められている地区である。また、歩行者の利用が地下に偏りがちな新宿駅周辺にあって、当該路線は、新宿駅西口と副都心地区を結ぶ地上部のアプローチ道路として、重要な役割を担っているため、コミュニティ道路の計画にあたり、沿道ビルの壁面から圧迫感を排除し、超高層ビルをランド・マークとして取り入れることなどに配慮している[要出典]。道路構造の面では、歩車道の幅員構成を歩道中心に変更するとともに（施行前は車道6 m、歩行者帯4 m）、曲線形とし、路面材料の変化やハンプで設計速度を抑制している[要出典]。また、歩道は歩車道の段差を少なくし、カラー舗装を施工した。付属物としては、歩道への駐停車排除のための車止めや、歩行者動線に配慮した植栽帯ウオールを設置している。

1996年からは建設省（現国土交通省）によるコミュニティゾーン形成事業が行なわれている。

## おもなコミュニティ道路
- 盛岡南新都市コミュニティ道路
- 文化通り (福島市)
- レンガ通り・並木通り (福島市)
- パセオ470すずらん通り
- フロンティア通り (郡山市)（1994年手づくり郷土賞）
- なかまち夢通り
- 守谷市みずき野地区コミュニティ道路
- 吉川市 吉川きよみ野コミュニティ道路（都市景観大賞）
- 大宮東口駅前通り：道路のコミュニティ道路化をはかる
- 塚越コミュニティ道路 埼玉県蕨市（1994年手づくり郷土賞）
- 唐木田駅周辺コミュニティ道路
- 外宮参道・コミュニティ道路
- 中立売通コミュニティ道路
- 三条通り
- 大阪府大阪市長池町コミュニティ道路「ゆずり葉の道」
- 常盤町 (宇部市)琴芝駅通り商店街スワンロード
- 田中苑：人と車が共存できる岡山県下で初めてのコミュニティ道路として整備